# Kosovo museum
Kosovo museum (albanska: Muzeu i Kosovës; serbiska: Музеј Косова) är Kosovos nationalmuseum, beläget i Pristina. Museet grundades 1949, och är det största museet i Kosovo. Byggnaden uppfördes 1889 och hyste ursprungligen ett militärt kommandohögkvarter.